# サリハ・シャヒン
サリハ・シャヒン（Saliha Şahin、女性、1998年11月5日 - ）はトルコの女子バレーボール選手。ポジションはアウトサイドヒッター。バレーボールトルコ女子代表。同じくバレーボール選手であるエリフ・シャヒンは実妹である。

## 来歴
- クラブチーム

アンカラ出身。2015年、Karayolları Spor Kulübüのユースチームに入団しバレーボール選手としてのキャリアをスタートさせる。2018/19シーズンのトルコリーグで9位となった。2019年、Sarıyer Belediyesiへ移籍。2020年、エジザージュバシュに移籍。2020/21シーズンはリーグ4位、トルコ・スーパーカップで優勝した。2021/22シーズンのトルコリーグで3位となった。2023/24シーズンはポーランドリーグのグルパ・アゾティ・チェミック・ポリツェと契約し、タウロンリーグで優勝に貢献した。2024/25シーズンはトルコリーグのベシクタシュでプレーした。
- 代表チーム

アンダーカテゴリーの代表として2015年、U-18世界選手権で4位となった。2017年、スロベニアで開催されたU-23世界選手権で金メダルを獲得した。2018年、シニアのトルコ代表に初選出された。同年のネーションズリーグでデビューした。2021年、ネーションズリーグで銅メダルを獲得した。2022年、世界選手権に出場した。

## 球歴
- 世界選手権 - 2022年
- ネーションズリーグ - 2018年、2021年、2022年

## 所属クラブ
- Karayolları Spor Kulübü（2015-2019年）
- Sarıyer Belediyesi（2019-2020年）
- エジザージュバシュ（2020-2023年）
- グルパ・アゾティ・チェミック・ポリツェ（2023-2024年）
- ベシクタシュ（2024-）